# Ptygomastax longifemora
Ptygomastax longifemora är en insektsart som beskrevs av Yin, X.-c. 1984. Ptygomastax longifemora ingår i släktet Ptygomastax och familjen Eumastacidae. Inga underarter finns listade i Catalogue of Life.